# Acalypha lycioides
Acalypha lycioides é uma espécie de flor do gênero Acalypha, pertencente à família Euphorbiaceae.